# Henry Rowley Bishop
Henry Rowley Bishop (London, 1782. november 18. – London, 1855. április 30.) angol zeneszerző.

## Életrajza
F. Bianchitól tanult. Balettel lépett fel (1806), majd a Cserkesz ara (1809) című operával. 1810-ben a Coventgarden-színház karnagya lett, 1813-an pedig az új filharmóniai hangversenyek vezetője. A zene baccalaureatusává tették Oxfordban 1839-ben, egyetemi tanár lett Edinburghban (1841-43), lovag (1842), majd Knyvett utóda az Oxfordi Egyetem zenetanszékén (1848), és doktor ugyanott (1853), végül a zeneszerzés tanára a londoni királyi zeneintézetben. Az úgynevezett Ancient Concerts (történeti hangversenyek) vezetője volt 1840-48-ban. Összesen 82 dalművet és daljátékot irt, azonkívül baletteket, Bukott angyal címmel oratóriumot, kantátát, és három kötet dallamot Moore szövegeire.